# 야마토촌 (야마가타현 히가시타카와군)
야마토촌(大和村)은 야마가타현 히가시타가와군에 설치되었던 촌이다.